# Тресго
Тресго (исп. Trasgo) — мифологическое существо, встречающиеся в традициях северной Испании, в частности, в Астурии и Кантабрии. Также встречается в легендах Португалии. В других частях Европы под именами «гном», «сильф» или «кобольд». Происхождение существа кельтское и римское, а родиной ему является Северная Европа.

## Астурийская мифология
Тресго наиболее известны в астурийской мифологии. Это домашний гоблин с озорным и нервным характером. Часто представляется, как маленький человек, хромающий на правую ногу; у него тёмная кожа, носит красную одежду и шляпу. У него дыра в левой руке. Иногда описывается с рогами, хвостом, овечьими ушами и длинными ногами, носящий длинную чёрный и серый плащ; в других описаниях маленький, с длинными тонкими ногами и носящий тёмно-коричневую одежду.
Ночные шумы приписываются ему, и также мелкие шалости, вроде перемещения объектов. Он входит в дома ночью, когда все обитатели спят. Если он в плохом настроении, он ломает посуду, пугает скот, передвигает сундуки с одеждой и проливает воду. Эти действия не наносят существенног овреда, поскольку жители дома находят всё на тех же местах, где оставили. С другой стороны, когда с ним обращаются хорошо, тресго занимается работой по дому ночью.
В Астурии тресго известен под несколькими именами в зависимости от местности. Его знают, как Тресно, Корнин или Хуан дос Камиос в западной Астурии. Он известен, как Горретин Коларау или тот, кто с «горра енчанада» (оба имени означают «маленькую красную шляпу») в восточной Астурии.

### Как избавиться
Очень трудная задача избавиться от тресго, когда он досаждает. Если жители дома решат переехать в новый дом, он последует за ними. По преданию, жители дома покинули дом из-за тресго. На своём пути в новый дом женщина спрашивает мужика: «Мы ничего не забыли?» Тресго, следующий за ними, отвечает: «Вы забыли лампу, но я взял её.»
Чтобы изгнать тресго, необходимо дать ему невозможное поручение, вроде принесения корзины воды с моря, собирания проса с пола (оно провалится сквозь дыру в его ладони), и побелки чёрной овцы. Поскольку он думает, что способен на что угодно, он примет испытание. Из-за упрямства он будет пытаться его выполнить, пока не устанет. Когда он терпит неудачу, его гордость ущемлена. Он покидает дом и больше не возвращается. Он также пугается, если кто-то имитирует действия гоблинов.

## Кантабрийская мифология
В Кантабрии тресго — маленький гоблин с чёрным лицом и зелёными глазами, живущий в лесу. Его основной активностью является издевательство над людьми и осуществление пакостей, особенно направленные на девушек, занимающихся определённой деятельностью, например, пастырством. Поскольку ему нужно прятаться от людей, он носит одежду, сделанную из листьев и мха.

## В литературе
Шалости Тресго рассказываются, с вариациями, в многочисленных городах Иберийского полуострова, а его приключения упомянуты в классических работах испанской литературы, таких, как Ласарильо с Тормеса, коротких фарсах Сервантеса и комедиях Лопе де Вега.
В литературных произведениях жанра научное фэнтези, а также в обычном фэнтези термин «тресго» может быть спутан с термином «орк», когда более правильным аналогом будет английский термин «гоблин». К примеру, в испанском переводе Хоббита Толкина используется термин «тресго», чтобы обозначать гоблинов. Однако в испанском переводе Властелина колец орки упоминаются термином «оркос».